# Halina Czerny-Stefańska
Pour les articles homonymes, voir Czerny et Stefańska.
Halina Czerny-Stefańska (née le 31 décembre 1922 à Cracovie (Pologne) et morte dans cette même ville le 1er juillet 2001) est une pianiste polonaise.

## Biographie
Son père lui enseigne les rudiments du piano. Dès ses dix ans, elle est lauréate d'un concours pour jeunes talents. Puis elle se rend à Paris pour suivre les cours d'Alfred Cortot en 1932 et 1933. Lorsqu'elle revient en Pologne, elle poursuit ses études de piano à Varsovie en 1935-1939, avec Józef Turczyński — un élève de Paderewski — puis dès 1945 avec Zbigniew Drzewiecki à Cracovie. En 1949, elle remporte le premier prix du concours de Varsovie, ex æquo avec Bella Davidovitch.
Elle commence alors une carrière internationale, cultivant la musique de Chopin et d'autres compositeurs polonais et enseigne au Conservatoire de Cracovie.
En 1981 un auditeur découvre que l'enregistrement en concert daté de 1948 du 1er concerto pour piano de Chopin attribué à Dinu Lipatti sous la direction d'Ernest Ansermet sous label EMI et longtemps considéré comme la référence dans cette œuvre, était en fait une interprétation datée de 1955 de Halina Czerny-Stefańska et la philharmonie tchèque sous la direction de Vaclav Smetacek après confirmation par la critique musicale, la firme restitua à la pianiste la paternité de son interprétation. 
Elle joue en duo avec son époux également pianiste, Ludwig Stefański, puis avec sa fille, Elżbieta Stefańska-Łukowicz.
En 2001, elle est nommée docteur honoris causa par l'université des arts de Tokyo.

## Prix
- 1949 : premier prix du Concours international de piano Frédéric-Chopin, ex-æquo avec Bella Davidovitch[4].
- 1981 : prix Robert-Schumann

## Distinctions
- Commandeur de l'ordre Polonia Restituta